# Barranc de les Guàrdies
El barranc de les Guàrdies és un barranc dels termes municipals del Perelló i de l'Ametlla de Mar, al Baix Ebre.
S'origina a Les Guàrdies, a llevant del poble del Perelló i al nord-est del Mas de les Guàrdies. Des d'aquest lloc davalla cap al nord-est, de forma paral·lela al Camí de les Guàrdies, passa pel sud de la partida de lo Parracoll, deixant al sud el Mas del Paulo i la Granja de la Santa i al nord del Mas del Sant. Just en arribar a tocar del Camí de Parracoll, torç quasi en angle recte cap a l'est-sud-est, fins que s'aboca en el barranc de les Santes Creus, al sud-est de la Bassa de n'Adell.